# Пасічна (Старосинявська селищна громада)
Па́січна — село в Україні, у Старосинявській селищній громаді Хмельницького району Хмельницької області. Населення становить близько 1091 особу.

## Історія
На території села знайдені залишки поселення трипільської культури, але Пасічна як населений пункт згадується в історичних документах з 1759 року. У 1845 році місцеві селяни виступили проти поміщика, а у 1918 році маєток було розграбовано комуністами. У грудні 1920 року виник радгосп «Пасічна» (150 десятин землі).

## Сучасність
Центральна вулиця носить назву відомого українського поета — Романа Юзви. Тут розміщена центральна садиба елітно-насінницького радгоспу «Пасічна», у господарстві якого — 3 тис. га сільськогосподарських угідь, у тому числі 2,7 тис. га орної землі. До 1960 року радгосп спеціалізувався на вирощуванні хмелю. 
У селі є середня школа, будинок культури, бібліотека; функціонують фельдшерсько-акушерський пункт, профілакторій, аптека, торговий центр.
7 (20) листопада 1917 року, відповідно до Третього Універсалу Української Центральної Ради, увійшло до складу Української Народної Республіки.
12 червня 2020 року, відповідно до розпорядження Кабінету Міністрів України № 727-р «Про визначення адміністративних центрів та затвердження територій територіальних громад Хмельницької області», увійшло до складу Старосинявської селищної громади.
19 липня 2020 року, в результаті адміністративно-територіальної реформи та ліквідації Старосинявського району, село увійшло до складу новоутвореного Хмельницького району.

## Населення

### Мова
Розподіл населення за рідною мовою за даними перепису 2001 року:
| Мова       | Кількість | Відсоток |
| ---------- | --------- | -------- |
| українська | 1068      | 97.89%   |
| російська  | 19        | 1.74%    |
| вірменська | 3         | 0.27%    |
| румунська  | 1         | 0.10%    |
| Усього     | 1091      | 100%     |

## Постаті
- Шалатовський Вадим Володимирович (1983—2014) — солдат Збройних сил України, учасник російсько-української війни[5].